# Окупация
Окупацията (на латински: occupatio – „заемам“) е военно, в международното право, временно заемане от въоръжените сили територията на противника.
Трябва да се разграничава военната окупация от „следвоенния окупационен режим“, който по правило се установява след специални международни съглашения на заинтересованите държави, конкретно за дадената страна или територия, с цел изпълнението на условията на мирния договор.
Режимът и правовите норми на военната окупации са определени със специални международни съглашения, приети на IV хагска конференция от 1907 г., а също и от Женевската конвенция от 1949 г. и протоколите към тях от 1977 г. Съгласно тези международни документи, военната окупация е временно заемане от въоръжените сили на дадена държава на територията на друга държава.
За военна окупации е необходимо държавите фактически да се намират в състояние на война, като не е важно дали обявяването на тази война е след съблюдаването на необходимите формалности или без тях.